# Семёнов, Василий Александрович
Василий Александрович Семёнов (13 февраля 1904 года, село Васильевка, ныне Днепровский район, Днепропетровская область, Украина — 9 июня 1981 года, Москва) — советский военный деятель, Генерал-майор (1941 год).

## Начальная биография
Василий Александрович Семёнов родился 13 февраля 1904 года в селе Василевка Днепропетровского района Днепропетровской области Украины.

## Военная служба

### Гражданская война
В феврале 1920 года вступил в РККА и направлен красноармейцем в 363-й стрелковый полк (121-я стрелковая бригада, 41-я стрелковая дивизия), после чего принимал участие в боевых действиях против войск под командованием А. И. Деникина в районе Одессы и в нижнем течении Днестр. Вскоре в ходе советско-польской войны участвовал в боевых действиях на каменец-подольском направлении, а затем против войск под командованием Ю. О. Тютюнника и С. В. Петлюры.

### Межвоенное время
После окончания войны служил красноармейцем в 265-м стрелковом полку (89-я стрелковая бригада, 30-я стрелковая дивизия, Украинский военный округ). В сентябре 1923 года Семёнов был направлен на учёбу в Киевскую пехотную школу, после окончания которой в сентябре 1926 года вернулся в 89-й стрелковый полк, где исполнял должности командира роты и командира взвода.
С октября 1931 года служил в Коростеньском укреплённом районе на должностях командира учебного взвода и помощника командира учебной роты 19-го пулемётного батальона, а в феврале 1933 года был назначен на должность командира роты 26-го отдельного пулемётного батальона.
С декабря 1933 года служил в Гродековском укреплённом районе, где служил на должностях помощника начальника 75-го отдельного пулемётного батальона, помощника начальника 1-й части штаба укрепленного района, начальника штаба и командира 76-го отдельного пулемётного батальона.
В январе 1937 года был назначен на должность помощника начальника 1-го отдела штаба 26-го стрелкового корпуса ОКДВА, однако в августе 1937 года был направлен на учёбу в Военную академию имени М. В. Фрунзе, после окончания которой в сентябре 1938 года назначен на должность начальника Барабашского укреплённого района (1-я Краснознамённая армия).
В ноябре 1938 года был назначен на должность помощника командира, а в июне 1939 года — на должность командира 22-й стрелковой дивизии.

### Великая Отечественная война

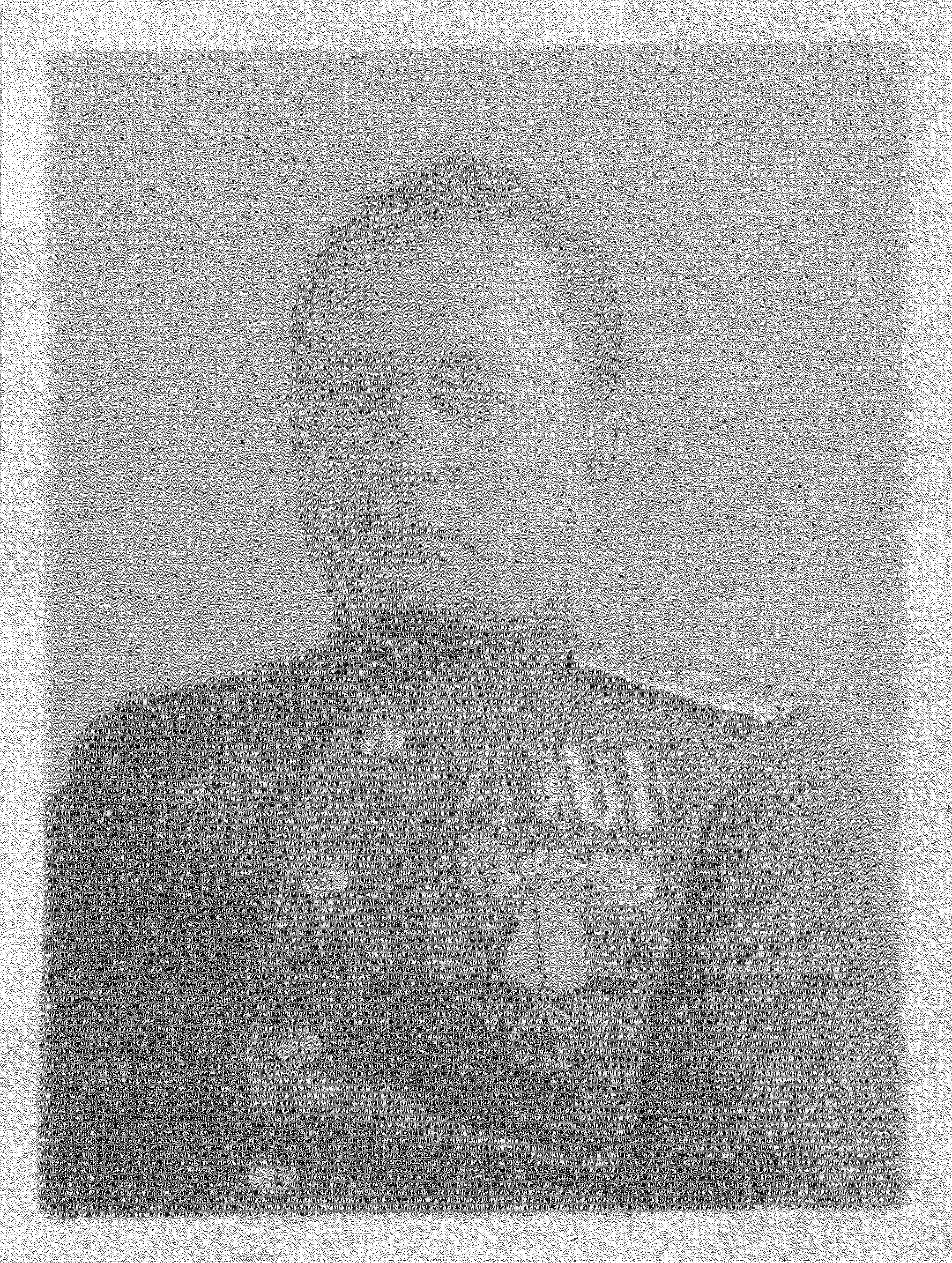
Генерал-майор Василий Александрович Семёнов

С началом войны Семёнов находился на прежней должности.
В ноябре 1942 года был назначен на должность командира 59-го стрелкового корпуса (1-я Краснознамённая армия, Дальневосточный фронт), который выполнял задачи по охране государственной границы СССР на Дальнем Востоке. В мае 1945 года корпус был включён в состав Приморской группы войск (Дальневосточный фронт).
В августе 1945 года был назначен на должность командира 39-й стрелковой дивизии (1-я Краснознамённая армия), которая участвовала в боевых действиях в ходе Харбино-Гиринской наступательной операции, во время которой на третий день операции освободила город Лишучжень. Вскоре дивизия после форсирования реки Мулинхэ и преодоления хребта Лаоелин освободила города Линькоу и Муданьцзян, а 20 августа вступили в Харбин, в ходе этих боевых действий за который Семёнов был ранен и отправлен в госпиталь.
За умелое командование дивизией и проявленные при этом мужество и героизм генерал-майор Василий Александрович Семёнов был награждён орденом Красного Знамени.

### Послевоенная карьера
В январе 1946 года был направлен на учёбу в Высшую военную академию имени К. Е. Ворошилова, после окончания которой в ноябре 1948 года был назначен на должность начальника отдела укреплённых районов, в мае 1949 года — на должность начальника оперативно-инженерного отдела Оперативного управления Главного оперативного управления Генерального штаба, а в мае 1953 года — на должность начальника 1-го (северо-западного) направления этого же управления.
Генерал-майор Василий Александрович Семёнов в августе 1954 года вышел в запас. Умер 9 июня 1981 года в Москве.

## Награды
- Орден Ленина;
- Три ордена Красного Знамени;
- Орден Красной Звезды;
- Медали;
- Иностранные ордена.